# Brook Park (Ohio)
Brook Park é uma cidade localizada no estado norte-americano do Ohio, no Condado de Cuyahoga.

## Demografia
Segundo o censo norte-americano de 2000, a sua população era de 21.218 habitantes. 
Em 2006, foi estimada uma população de 19.699, um decréscimo de 1519 (-7.2%).

## Geografia
De acordo com o United States Census Bureau tem uma área de 19,5 km², dos quais 19,5 km² cobertos por terra e 0,0 km² cobertos por água.

## Localidades na vizinhança
O diagrama seguinte representa as localidades num raio de 8 km ao redor de Brook Park. 